# Meresank IV.
Meresank IV. ("ona (koja) voli život") je bila kraljica supruga drevnoga Egipta, žena jednog faraona, a živjela je u 5. dinastiji. Vjerojatno je bila supruga Menkauhora Kaiua ili Djedkare Isesija. Bila je i svećenica boga Tota. Bila je majka prinčeva Raemke i Kaemčenenta. 
Pokopana je u grobnici 82 u Sakari. U grobnici je samo jedna odaja.

## Naslovi
- "Velika od hetes-žezla"
- "Kraljeva žena"
- "Ona koja gleda Horusa i Seta"
- "Supruga i voljena od Dviju Dama"
- "Horusova družbenica"

## Ime
| U6 | S29 | S34 |